# یواس‌اس تالاهاچی کاونتی (ال‌اس‌تی-۱۱۵۴)
یواس‌اس تالاهاچی کاونتی (ال‌اس‌تی-۱۱۵۴) (به انگلیسی: USS Tallahatchie County (LST-1154)) یک کشتی بود که طول آن ۳۸۳ فوت (۱۱۷ متر) بود. این کشتی در سال ۱۹۴۶ ساخته شد.